# Agrarpolitik in Deutschland
Die Agrarpolitik in Deutschland bestimmt die Rahmenbedingungen der Landwirtschaft in Deutschland. Sie ist Teil der Gemeinsamen Agrarpolitik der Europäischen Union. Entscheidende Politikbereiche werden von der EU gestaltet; dem einzelnen Mitgliedsland, z. B. Deutschland, obliegt die Umsetzung.
- Markt- und Preispolitik: Diese wird fast ausschließlich auf EU-Ebene gestaltet. Auf nationaler Ebene erfolgt die Umsetzung. Der Bund hat hierbei die Funktion, Rahmenregelungen zur Ausführung zu setzen. Die praktische Umsetzung erfolgt auf der Ebene der Bundesländer.
- Agrarstrukturpolitik: Auch dieser Bereich wird vor allem von der EU gestaltet. Die nationale Umsetzung erfolgt auf Bundesebene im Wesentlichen im Rahmen der Gemeinschaftsaufgabe Verbesserung der Agrarstruktur und des Küstenschutzes (GAK). Hierdurch findet auch eine Kofinanzierung der EU-Fördermaßnahmen durch Bundesgelder statt. Auf Ebene der Bundesländer werden die EU-Verordnungen und die GAK in praktische Maßnahmen umgesetzt und z. T. wiederum kofinanziert.
- Agrarsozialpolitik: Dieser Politikbereich wird auf Bundesebene gestaltet.

## Ziele
Die Ziele der deutschen Agrarpolitik wurden 1955 im Landwirtschaftsgesetz festgelegt. Da das Gesetz bis heute gültig ist, gelten diese Ziele noch heute.
Danach gilt es,
- die Landwirtschaft mit den Mitteln der allgemeinen Wirtschafts- und Agrarpolitik – insbesondere der Handels-, Steuer-, Kredit- und Preispolitik – die Teilnahme an der fortschreitenden Entwicklung der deutschen Volkswirtschaft zu sichern,
- der Bevölkerung die bestmögliche Versorgung mit Ernährungsgütern zu sichern,
- die Landwirtschaft in den Stand zu versetzen, die für sie bestehenden naturbedingten und wirtschaftlichen Nachteile gegenüber anderen Wirtschaftsbereichen auszugleichen,
- die Produktivität der Landwirtschaft zu steigern und
- die soziale Lage der in der Landwirtschaft tätigen Menschen an die vergleichbarer Berufsgruppen anzugleichen.
- die Länder mussten sich wieder selbst versorgen können

Im jährlich erscheinenden Agrarbericht legt die Bundesregierung ihre kurz- und mittelfristigen agrarpolitischen Ziele dar.

## Agrarpolitisch relevante Institutionen in Deutschland

### Legislative
Im Bereich der Legislative sind die Organe Bundestag und Bundesrat auf Bundesebene sowie die Landtage auf Länderebene agrarpolitische Entscheidungsträger. Für die Agrarpolitik ist v. a. die konkurrierende Gesetzgebung relevant. Dies betrifft insbesondere Gesetze der Agrarsozialpolitik (z. B. Gesetz über die Alterssicherung der Landwirte), aber auch Rahmenvorschriften z. B. im Bereich des Naturschutzes.
Artikel 24 Grundgesetz ermächtigt den Bund, Hoheitsrechte per Gesetz auf zwischenstaatliche Einrichtungen zu übertragen. Durch die EG-Verträge wurde die Zuständigkeit für die landwirtschaftliche Markt- und Preispolitik (seit 1967) und für die Grundausrichtung der Agrarstrukturpolitik (seit 1972) an die EU-Organe abgetreten.
Im Deutschen Bundestag werden agrarpolitische relevante Angelegenheiten an den Bundestagsausschuss für Verbraucherschutz, Ernährung und Landwirtschaft verwiesen. In den Ausschusssitzungen werden die Gesetzesentwürfe eingehend geprüft und diskutiert, wobei häufig Experten aus der Verwaltung, aus Verbänden und der Wissenschaft befragt werden. Auch im Bundesrat gibt es einen Agrarausschuss, der sich mit den landwirtschaftlichen Belangen auseinandersetzt.

### Exekutive
Agrarpolitisch bedeutsame Exekutivorgane sind die Bundes- und Landesregierungen sowie die Landwirtschaftsministerien auf Bundes- und Länderebene mit ihren nachgeordneten Dienststellen.
Innerhalb des Bundeskabinetts ist der Bundesminister für Ernährung und Landwirtschaft (aktuell Cem Özdemir) für alle agrarpolitischen Belange zuständig. Bei seinen Entscheidungen unterliegt er jedoch der Kontrolle der anderen Kabinettsmitglieder, deren Zustimmung er für alle bedeutenden Angelegenheiten benötigt.

Logo des Bundesministeriums für Ernährung und Landwirtschaft

Das Bundesministerium für Ernährung und Landwirtschaft (BMEL) hat folgende Aufgaben:
- Beobachtung der agrarpolitischen Entwicklung
- Überwachung der ordnungsgemäßen Ausführung der erlassenen Gesetze und Verordnungen
- Erstellung von Durchführungsbestimmungen zu rechtskräftigen Gesetzen
- Vorbereitung von Gesetzentwürfen
- Abstimmung der geplanten Maßnahmen mit anderen Ministerien.

Die Regierungen der Bundesländer nehmen die politischen Führungs- und Leitungsaufgaben auf Landesebene wahr. Sie setzen sich aus dem Ministerpräsidenten und den Landesministern zusammen. In wenigen Bundesländern existieren eigenständige Ministerien für Landwirtschaft und Forsten. Oft sind diese in Kombination mit Ernährung und Verbraucherschutz oder ländliche Räume (Baden-Württemberg, Bayern, Niedersachsen), ansonsten wurde die Landwirtschaft mit anderen Bereichen zusammengefasst, z. B. mit Umwelt- bzw. Naturschutz, Wirtschaft und Verkehr oder Raumordnung (Berlin, Brandenburg, Bremen, Hamburg, Hessen, Mecklenburg-Vorpommern, Rheinland-Pfalz, Nordrhein-Westfalen, Saarland, Sachsen, Sachsen-Anhalt, Schleswig-Holstein, Thüringen). Gemeinsam mit ihren nachgeordneten Dienststellen obliegt den für die Landwirtschaft zuständigen Länderministerien vornehmlich die Durchführung von EU-Verordnungen und Bundesgesetzen. Da diese den Ländern jedoch im Allgemeinen einen gewissen Gestaltungsspielraum in der praktischen Umsetzung lassen, können sie hierbei häufig landesspezifische Aspekte berücksichtigen, so dass es teilweise zu beachtlichen Unterschieden in der Ausführung kommt. Darüber hinaus haben die Landesregierungen die Möglichkeit, innerhalb ihres Kompetenzrahmens eigene landespolitische Maßnahmen zu ergreifen.

### Landwirtschaftskammer
Nach dem Zweiten Weltkrieg wurden in den meisten Bundesländern in Anlehnung an die entsprechenden Vorkriegseinrichtungen wieder Landwirtschaftskammern (LK Schleswig-Holstein, Rheinland-Pfalz, LK Bremen, Saarland, LK Nordrhein-Westfalen, LK Niedersachsen) oder kammerähnliche Institutionen (LK Hamburg, Berlin) eingerichtet. In Süddeutschland verzichtete man jedoch auf die Neugründung eigenständiger berufsständischer Selbstverwaltungseinrichtungen (Bayern und Baden-Württemberg) oder löste diese nach einiger Zeit wieder auf (Hessen). Auch in den neuen Bundesländern sind keine Landwirtschaftskammern eingerichtet worden.
Die Landwirtschaftskammern nehmen als Körperschaften des öffentlichen Rechts eine Mittelstellung zwischen den Staatsorganen und berufsständischen Organisationen ein: So erfüllen sie einerseits im Auftrag der Bundesländer hoheitliche Verwaltungsaufgaben (z. B. Durchführung von Fördermaßnahmen, Mitwirkung bei der Landschaftsplanung), agieren zugleich jedoch auch als landwirtschaftliche Selbstverwaltungseinrichtungen (z. B. Beratung, Berufsausbildung).

### Landwirtschaftliche Tarifpartner
Der Gesamtverband der Deutschen Land- und Forstwirtschaftlichen Arbeitgeberverbände e. V. ist der nationale Dachverband der in Deutschland bestehenden agrarischen Landesarbeitgeberverbände. Über die Mitgliedschaft in den Landesverbänden vertritt der Gesamtverband die tarifpolitischen Interessen der land- und forstwirtschaftlichen Unternehmen mit ständigen Lohnarbeitskräften. Die zentrale Aufgabe des Gesamtverbandes besteht in der Aushandlung bundeseinheitlicher, tarifpolitischer Eckwerte mit der Gewerkschaft. Das Verhandlungsergebnis wird anschließend den Landesarbeitsverbänden als Bundesempfehlung zur Beschlussfassung vorgelegt, so dass die Tarifhoheit letztlich bei den Landesverbänden liegt.
Die Gewerkschaft Gartenbau, Land- und Forstwirtschaft (GGLF) war bis 1995 die Gewerkschaft der Arbeitnehmer in den Produktionsbetrieben oder in der Agrarverwaltung. Zum 1. Januar 1996 schloss sie sich der IG Bau-Steine-Erden an. Diese nennt sich seither IG Bauen-Agrar-Umwelt. Die Gewerkschaft vertritt in den Tarifverhandlungen mit den Arbeitgeberverbänden und gegenüber der Öffentlichkeit die wirtschaftlichen und sozialen Interessen ihrer Mitglieder und wirkt somit direkt und indirekt an der Gestaltung der Arbeitsbedingungen, Arbeitszeiten und Arbeitsentlohnung in den grünen Berufen mit.

### Agrarische Interessenverbände
Die landwirtschaftlichen Interessensverbände versuchen ihre Ziele gegenüber anderen Gesellschaftsgruppen durch Einflussnahme auf den politischen Willensbildungs- und Entscheidungsprozess durchzusetzen, ohne dabei selbst unmittelbare politische Verantwortung zu tragen.
Zu den wichtigsten Interessensverbänden in Deutschland zählt:
- der Deutsche Bauernverband (DBV) mit seinen Landesbauernverbänden,
- der Deutsche Raiffeisenverband (DRV)
- die Deutsche Landwirtschafts-Gesellschaft (DLG).
- der Bundesverband Deutscher Milchviehhalter (BDM)

## Geschichtliche Entwicklung

### In der Weimarer Republik
Die Agrarpolitik nach dem Ersten Weltkrieg war geprägt durch die Ideen der Bodenreformbewegung und Max Serings, die sich unter anderem im Reichssiedlungsgesetz niederschlugen. Es sah vor, dass Großgrundbesitzer ihr Land zu Teilen abgeben mussten, und etablierte ein staatliches Vorkaufsrecht für gemeinnützige Siedlungsgesellschaften. Dieses diente der Anlage von Siedlungshöfen oder der Erweiterung von Kleinbetrieben. Agrarpolitisches Ziel waren autarke Bauernhöfe („selbständige Ackernahrung“) und ein Zurückdrängen der Zersplitterung landwirtschaftlicher Grundstücke und der Bodenspekulation. Die dafür notwendige Fläche wurde als Obergrenze der Landbezuschussung festgelegt. Zudem sollten diese Maßnahmen verhindern, dass sich ein ländliches Proletariat herausbildet. Auch wurde allgemein der Handel mit Landwirtschaftsflächen stärker unter staatliche Aufsicht gestellt. Mit Beginn der Weltwirtschaftskrise wurden Bemühungen um eine neue Bodenstruktur weitgehend aufgegeben und der reine Erhalt der landwirtschaftlichen Betriebe durch Subventionen rückte in den Blickpunkt.

### Im Nationalsozialismus

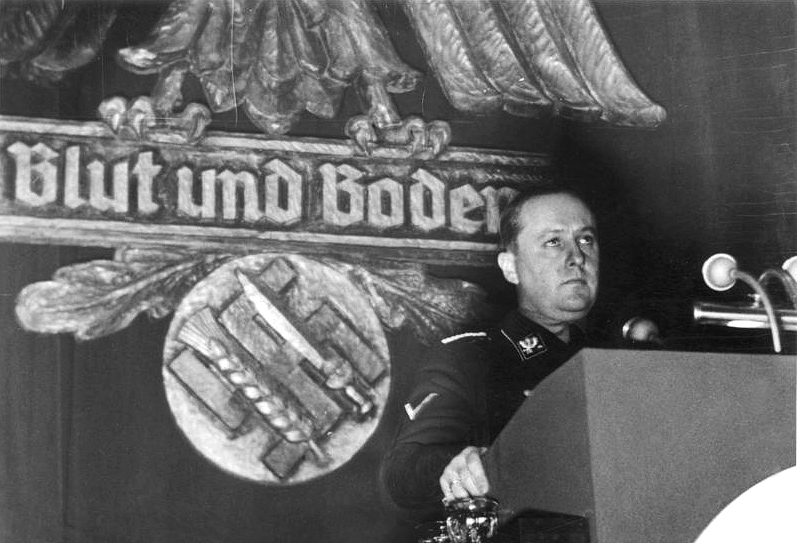
Richard Walther Darré, 1937

Die Agrarpolitik im NS-Staat war durch umfangreiche Veränderungen der landwirtschaftlichen Produktionsstrukturen und der zugehörigen Verbandsstruktur und Gesetzgebung geprägt.
Bereits 1930–1932 hatten die Nationalsozialisten in den Bauernverbänden in großem Umfang Unterstützer und Wählerstimmen gewonnen. Der ab 1933 im Reichsnährstand zentral zusammengefassten Interessenvertretung kam besondere Bedeutung zu. Als Selbstverwaltungskörperschaft unter der Führung von Walter Darré sollte sie Markt und Produktion landwirtschaftlicher Produkte kontrollieren. Vorgaben der vom Reichsbauernführer propagierten Blut-und-Boden-Ideologie kollidierten mit den Anforderungen an Modernisierung und Steigerung der landwirtschaftlichen Produktion. Die offiziell propagierte Autarkie und Unabhängigkeit von Importen wurde nie erreicht. Die im europäischen Vergleich verhältnismäßig gute Ernährungslage der Deutschen bis kurz vor Kriegsende war letztlich nur durch den millionenfachen Einsatz von Zwangsarbeitern und eine massive Ausbeutung der besetzten Gebiete möglich, die Darrés Nachfolger Herbert Backe organisierte und mit einer rücksichtslosen Hungerpolitik verband.

### In der Bundesrepublik Deutschland bis 1990
In der 1949 gegründeten Bundesrepublik Deutschland wurde als Wirtschaftsform die Soziale Marktwirtschaft gewählt. Maßnahmen in der Agrarpolitik waren durch stützende Eingriffe der öffentlichen Hand und durch gezielte Förderungsmaßnahmen für die Landwirtschaft gekennzeichnet. Das Leitbild für die Landwirtschaft in der Bundesrepublik Deutschland war der bäuerliche Familienbetrieb, den es zu erhalten galt.
Nach dem Ende des Zweiten Weltkriegs erfolgten sofortige Maßnahmen der besatzungsbehörden und der zunehmend wieder formierten deutschen Verwaltung, um die Nahrungsmittelversorgung der Bevölkerung zu sichern und die Landwirtschaft zu erhalten und zu fördern. Es kam zu den Marktordnungsgesetzen für Getreide, Milch und Fett, Vieh und Fleisch sowie für Zucker (1949/51). Kennzeichnend für diese Marktordnungen waren Festpreise für die wichtigsten landwirtschaftlichen Produkte, wodurch es der Bundesregierung ermöglicht wurde, die Einfuhren auf den für die Versorgung der Bevölkerung notwendigen Umfang zu beschränken. Außerdem wurde für Getreide ein Abschöpfungssystem eingeführt, um den Preis für auf dem Weltmarkt eingekauftes Getreide dem deutschen Preisniveau anpassen zu können. Die erheblichen Preisschwankungen am Weltmarkt konnten sich damit am deutschen Markt nicht schädigend auswirken. Der Wiederaufbau der landwirtschaftlichen Produktion machte rasche Fortschritte.
Allerdings hielt die Landwirtschaft in dem einsetzenden wirtschaftlichen Aufschwung mit der Entwicklung der Gesamtwirtschaft nicht Schritt. Das Einkommensniveau der Landwirtschaft lag deutlich unter demjenigen der übrigen Wirtschaft. Das Landwirtschaftsgesetz von 1955 sollte der Landwirtschaft die Teilnahme an der fortschreitenden Entwicklung der Volkswirtschaft sichern, die soziale Lage der landwirtschaftlich Tätigen an die vergleichbarer Berufsgruppen angleichen und gleichzeitig die bestmögliche Versorgung der Bevölkerung gewährleisten. Damit begannen die unmittelbaren Förderungsmaßnahmen für die Landwirtschaft.
In der Agrarsozialpolitik bildet das Gesetz über die Altershilfe für Landwirt von 1957 das dritte, wichtige agrarpolitische Gesetzeswerk. Dies war insofern sozialpolitisches Neuland, da es für keine andere Gruppe von selbständigen Unternehmern eine gesetzlich geregelte Altersversorgung gab und gibt. Dabei wurden von Anfang an Bundeszuschüsse vorgesehen.
Mit der Unterzeichnung der Römischen Verträge von 1957 begann eine neue Epoche der deutschen Agrarpolitik. Der Vertrag sah eine gemeinsame Agrarpolitik vor, die sich zunächst auf die Markt- und Preispolitik beschränkte und sich dann auch auf die Agrarstrukturpolitik ausdehnte. Damit gewann die Agrarpolitik der Europäischen Gemeinschaft bzw. der Europäischen Union zunehmend an Bedeutung.

### In der Deutschen Demokratischen Republik bis 1990
Die Agrarpolitik in der DDR orientierte sich am Vorbild des marxistisch-leninistischen Agrarsystems der Sowjetunion. So wurde in der DDR seit 1952 wie auch in der Industrie der „planmäßige Aufbau des Sozialismus auf dem Lande“ durchgesetzt.
Ab 1945 wurden im Rahmen der Bodenreform landwirtschaftliche Betriebe mit mehr als 100 ha LF sowie alle Betriebe von Personen, die als Kriegsverbrecher oder Mitglieder der NSDAP galten, in ihrer Gesamtheit entschädigungslos enteignet und das Land bis Anfang 1950 überwiegend an Neubauern (zumeist Vertriebene) verteilt. Daneben entstanden die ersten volkseigenen Güter (VEG).
Die 1952 eingeleitete, zunächst freiwillige Kollektivierung hatte den Übergang der privaten Betriebe zur genossenschaftlich-sozialistischen Großproduktion zum Ziel. Sie wurde wegen der geringen Resonanz bei den Bauern aber schließlich mit massivem wirtschaftlichen und politischen Druck vorangetrieben. Bis Anfang der 1960er Jahre waren so nahezu alle Familienbetriebe in kollektive landwirtschaftliche Produktionsgenossenschaften (LPG) zwangsweise überführt.
In den folgenden Jahren wurde die Landwirtschaft umstrukturiert und es erfolgte eine Trennung der Pflanzen- von der Tierproduktion. Trotz der, wie sich seit 1990 erwies, wettbewerbsfähigeren Strukturen, gelang es in der DDR nicht, eine ähnlich produktive Landwirtschaft zu etablieren wie diejenige in der BRD.

### Im wiedervereinigten Deutschland seit 1990
Nach der Wiedervereinigung wurde mit dem Landwirtschaftsanpassungsgesetz vom 29. Juni 1990 die Rechtsgrundlage für die volle Wiederherstellung und Gewährleistung des Privateigentums an land- und forstwirtschaftlichen Grundstücken, für die Chancengleichheit im Wettbewerb für alle Eigentums- und Wirtschaftsformen der Land- und Forstwirtschaft und damit für die Entwicklung einer vielfältig strukturierten Landwirtschaft in der ehemaligen DDR geschaffen. Außerdem wurde das LPG-Gesetz zum 31. Dezember 1991 außer Kraft gesetzt und die Umwandlung bzw. Auflösung der Landwirtschaftlichen Produktionsgenossenschaften geregelt.
Nach der Eingliederung der neuen Bundesländer in die Bundesrepublik Deutschland mussten die Nachfolgeunternehmen der alten LPGen durch Pachtverträge mit zahlreichen Flächeneigentümern ihre Bewirtschaftungsflächen sichern. Die Grundeigentümer bekamen Ansprüche an ihren alten Flächenbesitz zugesprochen (Wiedereinrichter). Sie traten neben anderen pachtwilligen Landwirten als Konkurrenten um Flächen und Gebäude auf. Zur Abwicklung der Re-Privatisierung von enteigneten Flächen und Betrieben bzw. zur Sanierung von Unternehmen wurde die staatliche Treuhandanstalt geschaffen bzw. deren Rechtsnachfolgerin die BVVG (Bodenverwertungs- und -verwaltungs GmbH). Ihr fielen 1,9 Millionen Hektar landwirtschaftlich genutzter Fläche zu. Davon waren 0,6 Millionen Hektar an Länder, Kommunen und frühere Eigentümer zurückzugeben, die nach 1949 enteignet worden waren und deshalb nach dem Vermögensgesetz Anspruch auf Rückgabe hatten. Daneben waren etwa 1,3 Millionen Hektar aus der Bodenreform 1945–1949 zu privatisieren. Die früheren Eigentümer bekamen ihre besatzungsrechtlich enteigneten Grundstücke nicht zurück, sie konnten lediglich über den Lastenausgleich einen Entschädigungsanspruch anmelden. Große Probleme bereitete auch die Altschuldenregelung, da die landwirtschaftlichen Unternehmen teilweise mit hohen Schulden aus staatlichen Verpflichtungen der DDR-Zeit belastet waren. Zur finanziellen Entlastung der Nachfolgeunternehmen wurde der Kapitaldienst für diese Verbindlichkeiten gestundet bzw. es wurden Rangrücktritte der Kapitalgeber veranlasst.
In der Folge vollzog sich in den neuen Bundesländern ein starker Strukturwandel. Die Zahl und der Flächenanteil der Einzelunternehmen und Personengesellschaften nahm zunächst kräftig zu (sind gegenwärtig mit etwa 20.000 Höfen aber wieder rückläufig), während der Flächenanteil der juristischen Personen zurückging. Entsprechend massiv sank in der Landwirtschaft auch die Zahl der Arbeitskräfte, besonders der Lohnarbeitskräfte. Der Strukturwandel schreitet aber im gesamten Bundesgebiet voran: So hat sich die Zahl der Betriebe von 1991 (etwa 541.000 Betriebe) bis 2006 (353.300 Betriebe) um 1/3 verringert, die Zahl der Erwerbstätigen in der Landwirtschaft nahm von 1,53 Millionen auf unter 900.000 ab.
Weiterhin stellt der bäuerliche Familienbetrieb (aus der Historie bedingt) das agrarpolitische Leitbild in Deutschland dar. Doch der zunehmende Preisdruck auf die Agrarerzeugnisse – ausgelöst durch die zunehmende Weltmarktorientierung und die Reduzierung des Agrarprotektionismus – lässt die Frage aufkommen, ob dieses Leitbild überlebensfähig ist. Eine allmähliche Umwandlung der Bauernhöfe in gewerbliche Lohnarbeitsbetriebe nach osteuropäischen oder US-amerikanischen Modellen (Genossenschaften, Grossfarmen) könnte sich auch in Deutschland vollziehen. Umweltpolitische Fragestellungen spielen in diesem Zusammenhang eine zunehmende Rolle.
Seit den 1990er Jahren ist die Förderung der Ökologischen Landwirtschaft ein wesentliches Ziel der deutschen Agrarpolitik. Insbesondere unter der rot-grünen Bundesregierung (1998–2005) und Ministerin Renate Künast war die Agrarwende hin zur ökologischen Landwirtschaft Kernthema der Politik.
Im Kabinett Merkel I (2005–2009) war bis 27. Oktober 2008 Horst Seehofer Bundesminister für Ernährung, Landwirtschaft und Verbraucherschutz; seine Nachfolgerin Ilse Aigner hatte das Amt bis zum September 2013 inne. Seitdem führte Hans-Peter Friedrich das Ministerium kommissarisch bis Ende 2013. Christian Schmidt übernahm das Amt des Bundesministers für Ernährung und Landwirtschaft.

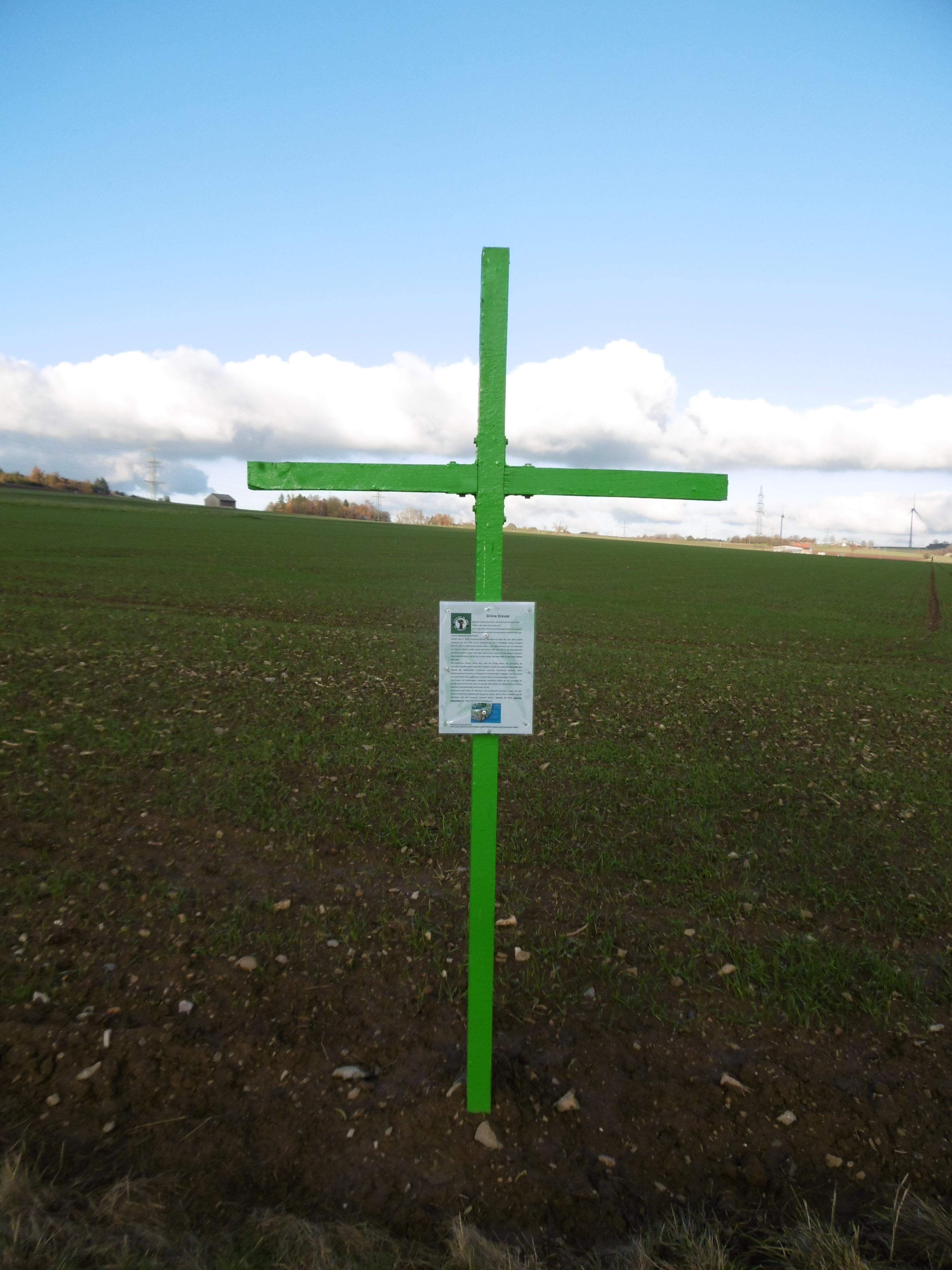
Aktion Grüne Kreuze auf Ackerfläche im Wintergetreide

Im September 2019 startete der Nebenerwerbslandwirt und frühere Manager in der Zuckerindustrie Willi Kremer-Schillings als Einzelperson, ohne die verschiedenen Landwirtschaftsverbände, die Aktion Grüne Kreuze. Später schlossen sich Bauernverbände an die Aktion an. Am 26. November 2019 demonstrierten mehrere tausend Landwirte mit ihren Traktoren im Zentrum von Berlin gegen die Agrarpolitik der Bundesregierung. Die Graswurzelbewegung protestiert mit Grünen Kreuzen gegen das Agrarumweltpaket der Bundesregierung für mehr Umwelt- und Tierschutz. Dieses Agrarumweltpaket habe das Fass zum Überlaufen gebracht. Das Paket sieht beispielsweise vor den Einsatz von Glyphosat zurückzufahren und Ende 2023 komplett zu verbieten. Auch der Einsatz anderer Pestizide soll insbesondere in Schutzgebieten und am Rand von Feldern und Gewässern eingeschränkt werden. Die Aktion Grüne Kreuze ist gegen neue Vorschriften und fordert mehr Respekt für ihre Arbeit. Durch die vorgesehenen Einschränkungen gingen den Landwirten erhebliche Flächen für die Bewirtschaftung verloren, ferner gingen ohne Pestizide die Erträge zurück und dies ohne angemessenen finanziellen Ausgleich. Die Grünen Kreuze sollen ein stilles Mahnzeichen gegenüber Politik und Gesellschaft darstellen und Verbraucher zum Nachdenken anregen.